# Kaneva
Kaneva, egentligen World of Kaneva, var en virtual reality community i 3D vars betaversion öppnade 2006. Programvaran för communityn är utvecklad av det amerikanska företaget Kaneva, Inc. med bas i Atlanta, Georgia. År 2010 hade Kaneva 1,3 miljoner användare fördelade på 22 000 communitys. Kaneva stängdes ner 14 november 2016.
Varje medlem fick sitt eget 3D-utrymme, Kaneva City Loft, som medlemmen kunde möblera och inreda efter eget tycke. I sin 3D-tv kunde medlemmen titta på sina egna  favoritvideor, foton, musik och spel. Vänner kunde interagera i dessa 3D-rum eller offentligt samt chatta i realtid. Temat för Kaneva var underhållning och spelkultur.